# Cloacina

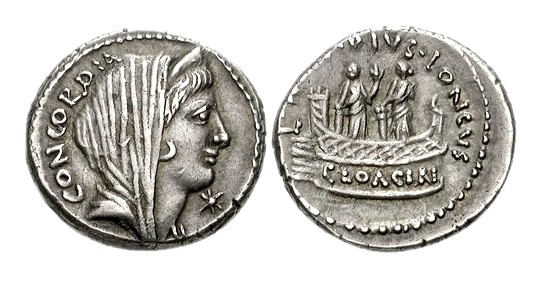
Munten met Cloacina

In de Romeinse Mythologie was Cloacina (Latijn: cloaca, riool) de godin die de leiding had over de Cloaca Maxima, de hoofdtak van de riolering van het Oude Rome. Cloacina stamt af van de Etruskische mythologie. De Cloaca Maxima zouden door een van de Etruskische koningen van Rome, Tarquinius Priscus, zijn begonnen en door Tarquinius Superbus zijn afgemaakt.
Titus Tatius, die met Romulus zou hebben geregeerd, liet een standbeeld van Cloacina oprichten als de 'geest' van de Cloaca Maxima. Naast het regeren over de riolering was Cloacina ook een beschermelinge van de geslachtsgemeenschap in het huwelijk. Ondanks haar Etruskische wortels werd ze later geïdentificeerd met Venus.

## Verering
Cloacina werd vereerd als een aspect van Venus bij de tempel van Venus Cloacina, gelegen voor de basilica Aemilia op het Forum Romanum en direct boven de Cloaca Maxima. Sommige Romeinse munten hadden afbeeldingen van Cloacina of haar tempel.